# Fútbol de salón en Colombia
- No confundir con el fútbol cinco, disciplina deportiva muy similar organizada por la FIFA y la Federación Colombiana de Fútbol.

El fútbol de salón, es practicado según las reglas de juego oficiales de fútbol de salón de la Asociación Mundial de Futsal (AMF), es el segundo deporte nacional de Colombia.[cita requerida] Ha alcanzado una gran madurez en cuanto a organización, popularidad, sistemas de juego y figuras deportivas. Es la disciplina colectiva que ha cosechado mayores éxitos internacionales y la que más se practica. 

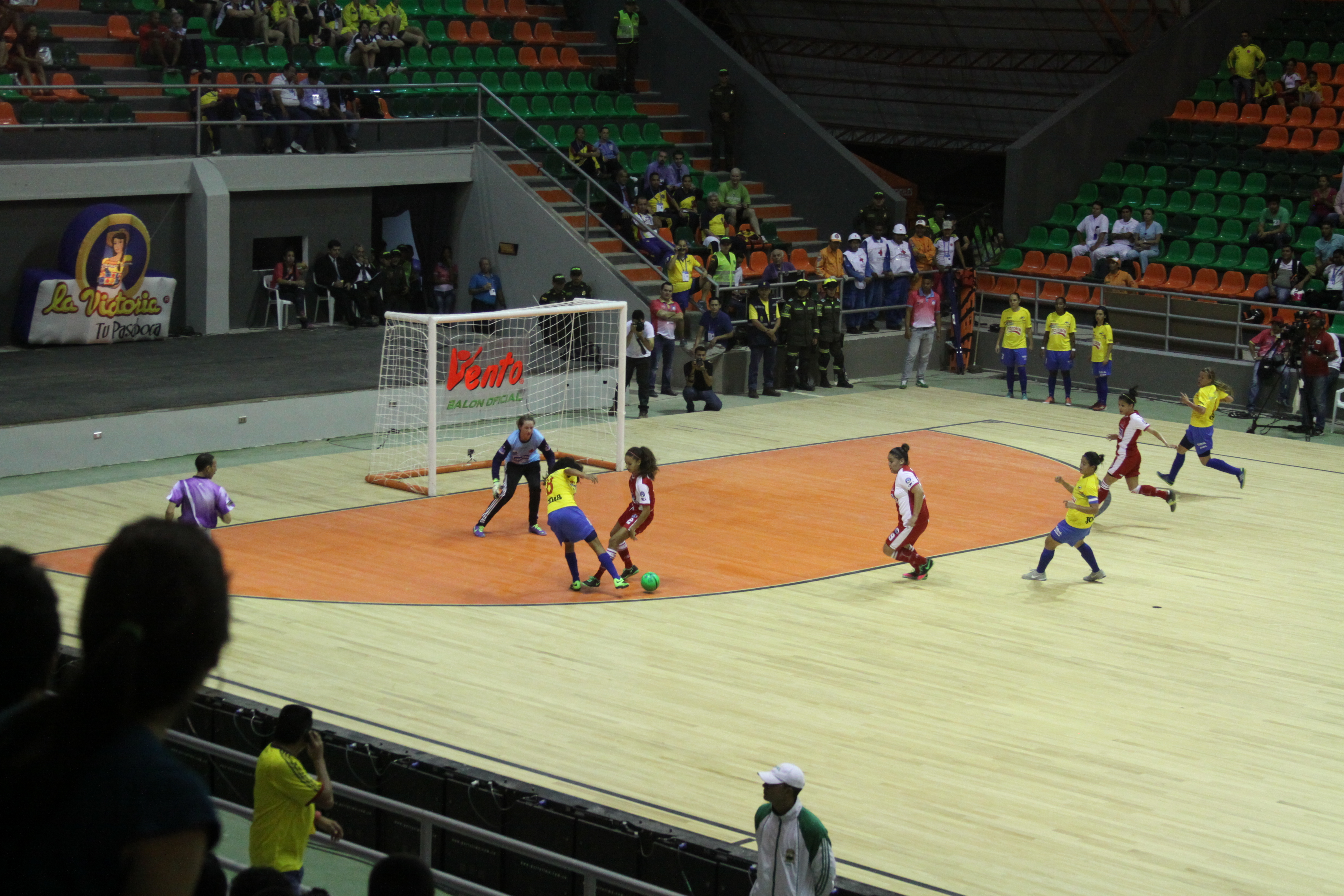
Escena del juego correspondiente al grupo A del II Campeonato Mundial Femenino de Fútbol de Salón Colombia 2013, jugado en Barrancabermeja el 8 de noviembre. El equipo local venció a la selección de Canadá 16-0.

Colombia es el único país que, hasta la fecha, ha ganado todas las competencias organizadas por la AMF (antes Federación Internacional del Fútbol de Salón, FIFUSA), la Panafutsal y la CSFS en la categoría mayores masculina. A nivel juvenil, obtuvo dos títulos del Copa Mundial Sub-17 en las ediciones de 2016 y 2024 y obtuvo el título mundial en la Copa Mundial Sub-20 en la edición de 2024. Sus únicas asignaturas pendientes en la que les falta quedar campeón son la Copa Mundial Sub-15 (en dónde su mayor logro ha sido ser subcampeón de la edición en 2021) y la Copa Mundial Sub-13 (en dónde su mayor logro fue quedarse con el tercer puesto en la edición en 2019). Por su parte, la selección femenina consiguió dos veces el título mundial (2013 y 2022), y es la actual campeona sudamericana y estos títulos han sido obtenidos bajo la Federación Colombiana de Fútbol de Salón.
Estos logros, sumados a la larga trayectoria de este deporte en el país, han convertido a Colombia en una potencia mundial de la disciplina. Los excelentes resultados se deben a la destacada gestión de la Federación Colombiana de Fútbol de Salón (FECOLFUTSALÓN) (FCFS) y a que, desde 2009, el país cuenta con sus propios certámenes profesionales en masculino y femenino (dos de los más competitivos en el continente).
En el 2021 al crearse la Asociación de Clubes de Fútbol de Salón (ACFS) se dividió el fútbol de salón en Colombia ya que cuentan con sus propias ligas y torneos naciendo como un tipo de sindicato yendo en contra del lineamiento de la FCFS. Con la refundación de la Federación Internacional de Fútbol de Salón (FIFUSA) está organización sindicalista se afilió ante esta confederación quien rivaliza con la Asociación Mundial de Futsal (AMF) y con esto la ACFS pasó a llamarse la Asociación Colombiana de Clubes de Fútbol de Salón. 
Bajo esta nueva organización Colombia ha podido participar en los mundiales que ha organizado la FIFUSA luego de su refundación en el 2022 y estrictamente como selección ha obtenido dos terceros lugares en el Campeonato Mundial Femenino de futsal de la FIFUSA en el año 2023 y en el Campeonato Mundial Sub-20 de futsal de la FIFUSA en el año 2024. Además de que Colombia ha sido escogida como sede del Campeonato Mundial de futsal de la FIFUSA en su primera edición en 2024 y la ciudad de Bucaramanga en el departamento de Santander fue el lugar en donde se llevó a cabo y en donde se consagraron campeones tras vencer a Brasil.
En el año 2004 fue nombrado por el Consejo de Bogotá, como el deporte el deporte insignia de la ciudad. Se estima que alrededor más de 3.500 partidos aficionados se juegan en un fin de semana.

## Organización
La Federación Colombiana de Fútbol de Salón (Fecolfutsalón) es la entidad que rige y promueve el fútbol de salón en Colombia. Fue fundada el 8 de noviembre de 1974. Es reconocida por el Comité Olímpico Colombiano. Cuenta también con el aval oficial de Coldeportes mediante Resolución 01619 del 3 de septiembre de 1976.
Luego de su fundación, se afilió a la Confederación Sudamericana de Futsal. También es miembro fundador de la Confederación Panamericana de Futsal y la Asociación Mundial de Futsal. Posteriormente, se incorporó a la CONCACFUTSAL, entidad que promueve el deporte en Norte, Centroamérica y el Caribe.
La federación está a cargo de la selección Colombia en las ramas masculina y femenina. Igualmente es responsable, a través de la División Nacional de Fútbol de Salón, de la organización de los torneos profesionales de la disciplina en masculino y femenino.

## Historia del fútbol de salón en Colombia
El fútbol de salón se desarrolló en Colombia gracias al señor Jaime Arroyave (apodado "El Pantalonudo") luego de un viaje realizado por él a Brasil en los años 60´s, observando desde el aire unas canchas de fútbol en tamaño reducido, lo que llamó su atención despertando su curiosidad por esta disciplina deportiva. Arroyave tomó por suyo el desarrollo del futsal en Colombia, dedicándose a extenderlo desde 1966, cuando lo introdujo al país, y fundando posteriormente la Federación Colombiana de Fútbol de Salón en 1974, la cual presidió desde su creación hasta el último año del siglo xx.
En 1967, el Instituto de los Seguros Sociales en la ciudad de Bogotá le da el impulso definitivo al futsal, al organizar un evento con la participación de 597 equipos, récord inimaginable para la época, que marcó además el comienzo ulterior del Campeonato Inter Barrios en Bogotá, patrocinado por el Diario El Tiempo y Pony Malta, y que sirvió para que el 20 de agosto de 1973 se crea la primera liga de Colombia: la liga de Bogotá. 
Hacia 1983 es publicado el primer reglamento en español, con base en algunos trabajos ya elaborados y la traducción hecha del portugués por el ingeniero Albano Ariza.
En sus inicios el deporte experimentó el rechazo de sectores ligados al fútbol de campo, donde tildaban al fútbol de salón como el "antifútbol". Sin embargo, cuenta con el reconocimiento de los entes deportivos de Colombia figurando en los Juegos Nacionales y es el deporte más practicado en el país, ya que en cualquier lugar y terreno se puede practicar.

## Torneos

### Competiciones domésticas
A finales de la década de 1980 se inició el torneo nacional 1000 Ciudades, que llevó el deporte a todo el país siendo de carácter aficionado. Ha permanecido activo hasta la actualidad.
En 1993 se disputó en Bogotá el primer torneo semiprofesional de fútbol de salón: la Copa Doria/Promasa, que enfrentó a los equipos mejor estructurados en la capital del país.
A fines del siglo XX, se realizó un intento de profesionalización en el departamento de Santander, donde se realizó un torneo de 6 equipos patrocinado por el periódico regional Vanguardia Liberal, del cual solo se pudieron realizar 4 ediciones (de 1996 a 1999). El torneo tenía como atractivo la inscripción de un jugador de Selección Colombia por equipo (en esos años, la base del seleccionado nacional era de esa región).
En 2009 se logró la profesionalización definitiva con un exitoso torneo nacional masculino, de la mano del exentrenador y posterior dirigente Manuel Sánchez Aguirre, entonces presidente de la federación. Al año siguiente, se expandió a la categoría femenina.

### Campeonatos internacionales organizados por Colombia
Fecolfutsalon ha organizado varios eventos internacionales. A nivel de selecciones fue sede de los Campeonatos Panamericanos de 1990 y 1996. En 2011 organizó el Mundial de Microfútbol 2011. En 2013 albergó el Torneo de Futsal de los Juegos Mundiales 2013, donde la disciplina fue incorporada como deporte de exhibición. En  noviembre de ese año Colombia también fue anfitriona del segundo Mundial Femenino de Microfutbol. En 2014 organizó el Campeonato Sudamericano Masculino y al año siguiente, su equivalente en rama femenina, repitiéndo organización en 2017.
A nivel de clubes, desde 2014 se organiza en Colombia el torneo continental llamado Copa de las Américas, donde se enfrentan los mejores de la Zona Norte y la Zona Sur de Sudamérica. El país fue sede durante dos años de la eliminatoria correspondiente a la Zona Norte. En 2016 y 2017 no se juega el torneo en la Zona Norte, los cupos para jugar la Copa de las Américas fueron tomados por el campeón y subcampeón del torneo profesional colombiano.

## Selección nacional
Colombia tuvo su primera participación internacional destacada en el Sudamericano de 1977 donde ocupó el tercer lugar. En esa época era dirigida por  Luis Augusto García. En 1982, participó en la I Copa Mundial FIFUSA de Brasil, bajo la conducción técnica de Gonzalo Gusmán. En este torneo, el combinado cafetero alcanzó las semifinales al conseguir el segundo lugar del grupo tras vencer a Japón 5-0 y a Holanda 5-2 perdiendo los partidos ante Paraguay 2-1 e Italia 3-2, para luego caer en las semifinales ante el local y anfitrión Brasil 4-1 y luego perder en la disputa del tercer puesto con Uruguay por penales luego de empatar 0-0 en el tiempo reglamentario.
La selección cafetera logró de nuevo el cuarto lugar en el Panamericano de Brasil 1984. No participó de los Mundiales de España 1985 y Australia 1988. 
En la década de 1990, Colombia obtuvo sus primeros títulos continentales. En 1990, ganó de manera invicta el III Panamericano disputado en Santa Fe de Bogotá, derrotando en la ronda final a Paraguay, Venezuela y Bolivia, con Jaime Azza como goleador del certamen y dirigida por Diego Morales (impulsor del fútbol sala FIFA en Colombia). La base de jugadores de este certamen permitió revalidar el título en 1993 contra Bolivia en La Paz. Al año siguiente, el combinado cafetero fue subcampeón mundial en Argentina 1994, perdiendo la final con el seleccionado local. En el mundial de Bolivia 2000, consiguió su primer título orbital venciendo en los penaltis a la selección anfitriona, consagrando como goleador al entonces juvenil Jhon Pinilla. En esta década, su máximo referente fue Giovanny Hernández, considerado hasta su retiro el mejor jugador del mundo en la especialidad.
En la década del 2000, pese a no poder revalidar los triunfos conseguidos en la década pasada (en parte por la crisis vivida en el deporte debido al conflicto que aún mantiene con la FIFA por los derechos del mismo, que originó la desaparición de FIFUSA y la creación de la AMF), logró quedar segundo en el mundial de Paraguay 2003 y tercero en Argentina 2007.
En 2011, Colombia logró por segunda vez el título, en el X Mundial de Fútbol de Salón, ante Paraguay, entonces campeón defensor, por 8-2. Dos años más tarde, Colombia alcanzó otro título importante: el Torneo de Exhibición en los Juegos Mundiales de 2013. En 2014 logró el primer título Sudamericano. En 2015 obtuvo su tercer título mundial en Bielorrusia (el segundo consecutivo).
En 2016 Colombia, en su edición juvenil Sub-17, consiguió su primer título juvenil en la primera edición de este I Mundial Sub-17 en el 2016, al ganar un cuadrangular final a Argentina, Paraguay y Kazajistán. Así como también ocho años después Colombia obtuvo en la II Mundial Sub-17 en el 2024 venciendo en la final otra vez a su rival eterno, Paraguay en un partido lleno de polémicas.
La selección femenina, por su parte, ganó el título del II Campeonato Mundial en 2013, del cual fue sede, derrotando en la final a la Selección femenina de fútbol de salón de Venezuela, a quienes también derrotaron para ganar el título Sudamericano Femenino de Fútbol de Salón sudamericano en 2017. Nueve años después de obtener el título en 2013 la selección femenina conquistó su segundo título del IV Campeonato Mundial en 2022 luego de vencer a Canadá por 12-0 siendo la mayor goleada y con mayor diferencia entre selecciones no solo a nivel femenino sino también a nivel general.
Después de la refundación de la FIFUSA la selección colombiana bajo la dirección de la Asociación Colombiana de Clubes de fútbol de salón ha participado en sus certámenes mundialistas.
En el 2023 la selección colombiana femenina obtuvo el tercer lugar en el I Mundial femenino realizada por FIFUSA en Argentina siendo el primer mundial que realiza comenzando la rivalidad con la AMF.
En el 2024 la selección colombiana juvenil Sub-20 consiguió el tercer puesto en el I Mundial Sub-20 bajo el mandato de FIFUSA en Argentina.
FIFUSA delegó a Colombia como sede oficial para llevar a cabo el Campeonato Mundial de futsal de la FIFUSA 2024 en Bucaramanga, Santander donde luego de disputarse ha logrado Colombia consolidarse como Campeón mundial teniendo en este nuevo torneo internacional de la nueva FIFUSA a 20 selecciones participantes.